# شهر التطوع الوطني
يقام شهر التطوع الوطني في الولايات المتحدة الأمريكية في شهر أبريل، هذا الشهر مخصص لتكريم جميع المتطوعين في المجتمع وكذلك تشجيع العمل التطوعي على مدار الشهر، كما يكتشف فيه الأمريكيون معنى التضحية من خلال تقديم خدماتهم المدنية والإنسانية للاخرين في وقت الازمات فقد عمل الأمريكيون خلال جائحة كوفيد 19 على خدمة الاخرين من خلال إعطاء دروس خصوصية للطلاب ذوي الدخل المنخفض أو الحد من شعور الوحدة لدى كبار السن واخرون ممن يستطيعون السفر بامان استجابوا للدعاوى الموجهة للمتطوعين لتوصيل الوجبات الغذائية ومساعدة المستشفيات.